# Cairn de l'île Carn
Cet article concerne un monument. Pour l'île, voir Île Carn.
Le cairn de l'île Carn, appelé localement le cairn, est un monument mégalithique se trouvant dans l'île Carn, sur la commune de Ploudalmézeau, au nord du Bas-Léon, dans le Finistère, en Bretagne. Le cairn primaire comporte trois dolmens à couloir et à voûte en encorbellement. La construction des deux premiers a lieu vers 4200 av. J.-C., celle du troisième vers 3600. Ce cairn primaire, trapézoïdal, est enseveli au Néolithique final sous un « massif d'interdiction » : un grand cairn circulaire, dépourvu d'entrée.
En 1959, le dolmen central est le premier dolmen à couloir d'Europe daté par le carbone 14. L'annonce de sa grande antiquité (1 600 ans de plus que la plus ancienne pyramide d'Égypte) produit un choc dans la communauté scientifique : jusque-là, les archéologues voyaient bien plus récentes les constructions mégalithiques. 

## Site
L'île Carn est un îlot côtier de la mer Celtique. À marée basse, l'accès se fait à pied sec, par une chaussée de rochers.

## Historique

### Néolithique moyen
Au Néolithique moyen, à cet endroit, le niveau de la mer est de 8,80 mètres plus bas qu'aujourd'hui. À l'époque de sa construction, le cairn primaire doit donc se trouver sur le continent, à environ 200 mètres du rivage, et surplomber la mer d'une vingtaine de mètres. Il est trapézoïdal (un peu plus large au sud-ouest qu'au nord-est). Trois dolmens à couloir s'y alignent. 
- La date de construction des dolmens sud et central se situe autour de 4200 av. J.-C.[4] Ils auraient donc quelques siècles de moins que le dolmen C du cairn III de l'île Guennoc et que le dolmen G du cairn de Barnenez (tous deux aux alentours de 4600[5]).
- Le dolmen nord est plus récent (vers 3600)[6].

### Néolithique final
Dans le cours ou à la fin du Néolithique final, le monument est condamné : il est enfoui sous un massif d'interdiction, un grand cairn circulaire sans entrée. « C'est, dit Pierre-Roland Giot, l'exemple le plus spectaculaire qui soit d'une importante structure d'interdiction. » Et Jean L'Helgouac'h ajoute que le remplacement d'une structure quadrangulaire par une structure circulaire ne se retrouve « sur aucun autre site à cairn dolménique allongé ».

### Première moitié duXXesiècle
Au début du XXe siècle, seul le cairn secondaire est visible. Il est haut de cinq à huit mètres. Le sommet atteint la cote 17. Il est écrêté : le dessus présente une cavité.
Durant la Seconde Guerre mondiale, la partie sud des deux cairns est détruite par les Allemands. Le monument sert à camoufler une casemate, des soutes à munitions et un canon antiaérien. 

### Fouilles, classement, datation et travaux
De 1954 à 1972, des fouilles sont menées par Pierre-Roland Giot. Propriété du département du Finistère, le cairn est classé monument historique par arrêté du 21 avril 1955.
En 1959, le dolmen central est le premier dolmen à couloir d'Europe à faire l'objet d'une datation par le carbone 14. Les archéologues attribuaient jusque-là aux « sépultures » mégalithiques un âge considérablement moins avancé : l'annonce de la grande antiquité de Carn met en émoi la communauté scientifique. De 1967 à 1972, des travaux de consolidation et de reconstitution sont effectués.

## Description du Cairn secondaire

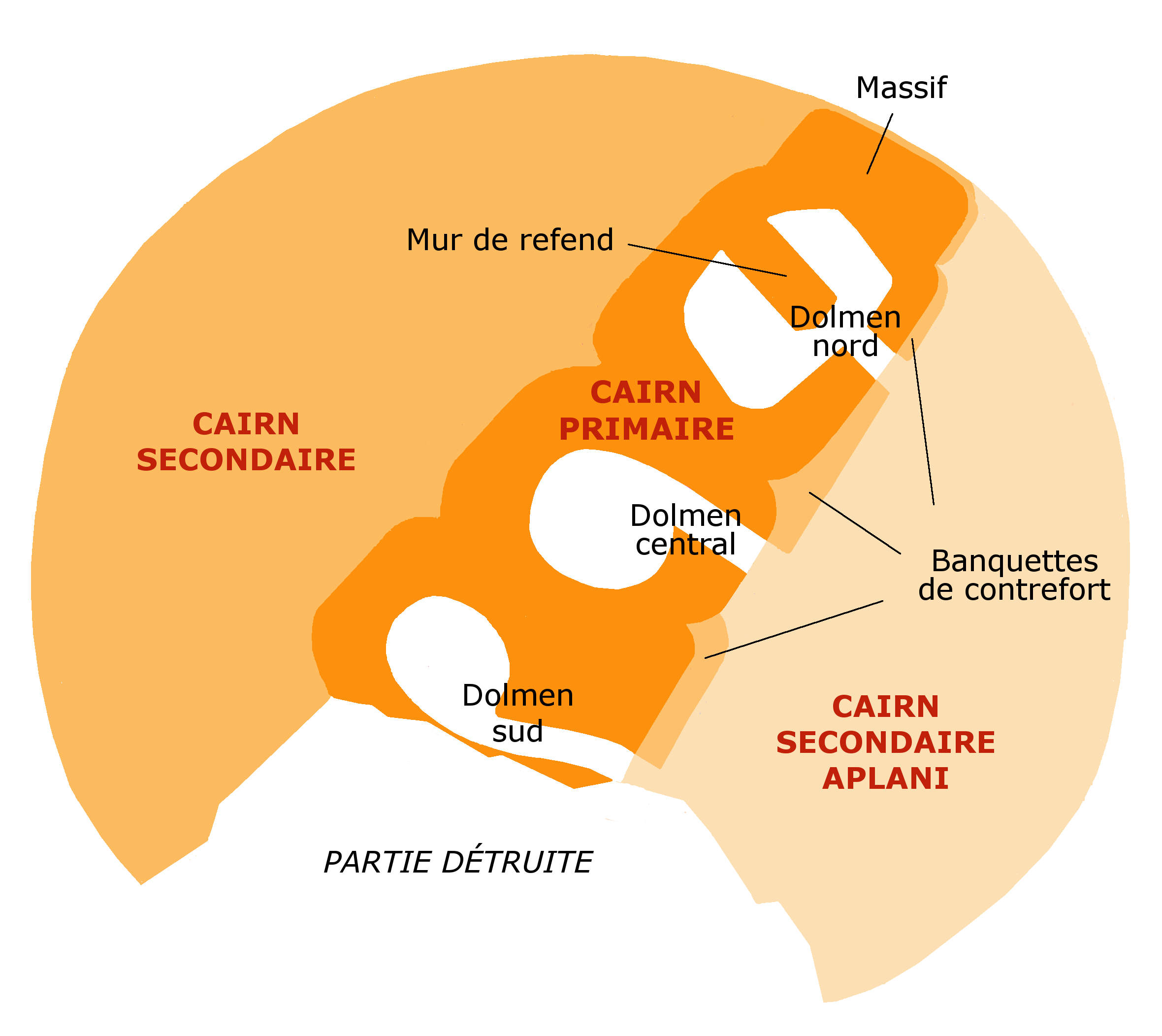
Plan du cairn.

Le cairn secondaire est à l'origine un amoncellement de galets et de fragments granitiques noyant le cairn primaire. Inscrit dans un cercle presque parfait d'une trentaine de mètres de diamètre, il forme un dôme surbaissé à tambour.

### Mur de parement
Lors des fouilles, le creusement de tranchées en arc permet de découvrir son mur de parement sur 44 m du pourtour. Excepté au nord-est, là où la voûte du cairn primaire s'est écroulée, la conservation du parement est « excellente, pour ne pas dire exceptionnelle ». D'une structure homogène, ce mur d'un mètre de haut est construit en plaquettes granitiques superposées à plat. À l'extérieur, une chape de terre noire très tassée, de 0,40 m d'épaisseur, complète sa base. Au terme des fouilles, la base des tranchées est remblayée, pour éviter que le parement ne pousse du pied.

### Aspect actuel
À l'est, le bourrage de galets est aujourd'hui réduit et aplani à hauteur du sommet du mur circulaire. Il s'agit d'un « artifice de présentation » permettant d'offrir à la vue toute la façade du cairn primaire.
Les galets retirés à l'est ont été déposés au sommet des deux cairns, ce qui donne à l'ensemble, côté ouest, sa silhouette actuelle. Le cairn atteint maintenant la cote 18. Au sud, il est prolongé d'un appendice d'éboulis destiné à camoufler les restes de la casemate allemande.

## Description du cairn primaire

### Architecture extérieure

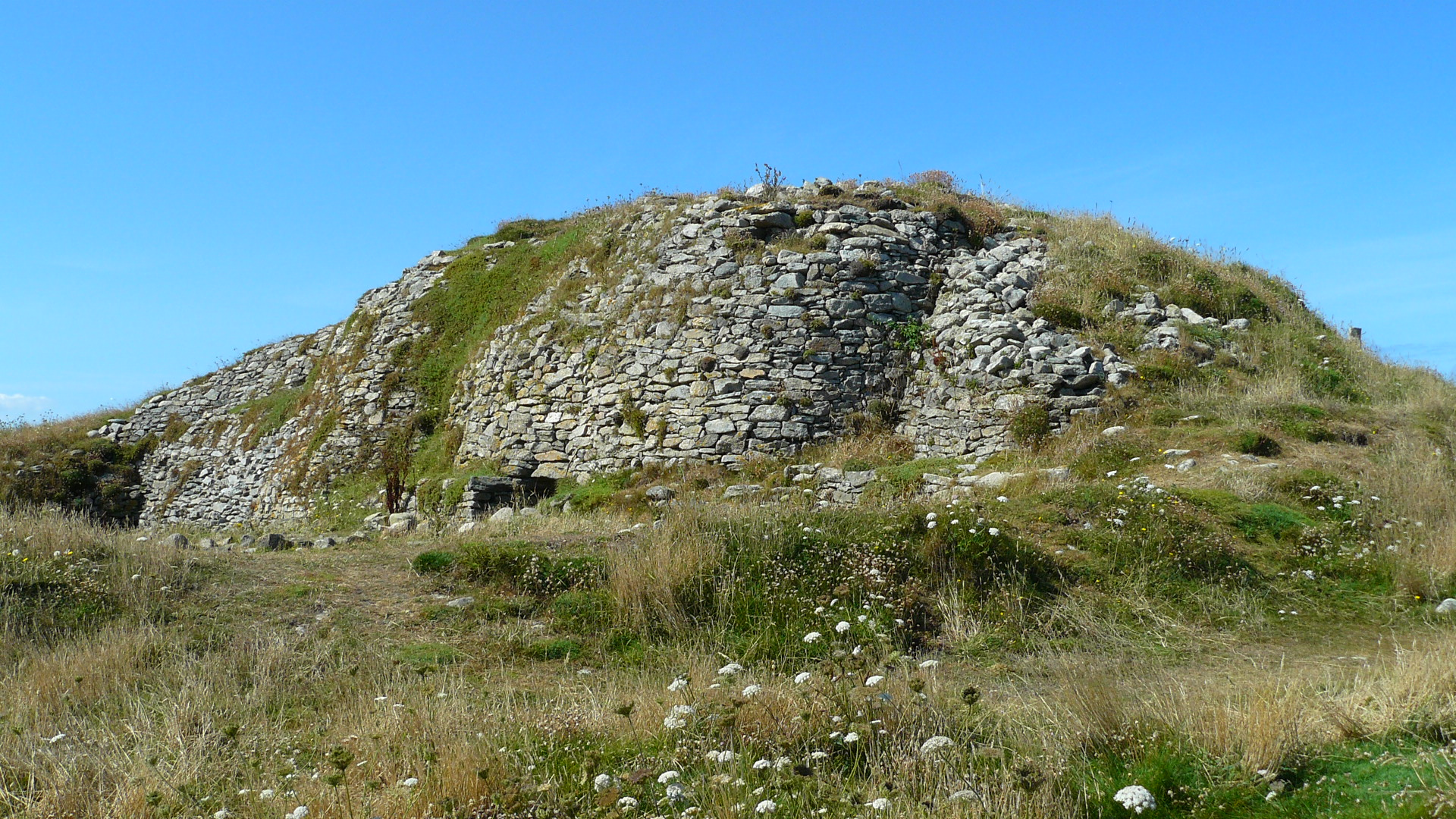
Parement frontal du cairn primaire. À droite, le massif qui prolonge le cairn primaire au nord-est. Au centre, l'entrée du dolmen nord. En premier plan, la rupture de pente signale le pourtour du grand cairn secondaire.

Le cairn primaire doit représenter un volume de 500 à 600 m3, et un poids de 1 200 tonnes. Il consiste en trois cairns élémentaires accolés, s'alignant du sud-ouest au nord-est, ouvrant au sud-est. Il est prolongé au nord-est par un massif à contrefort. Cette extrémité du cairn primaire est tangente au mur de parement du grand cairn secondaire. La proue ayant été détruite pour faire place à la casemate, on ignore si, au sud-ouest, le cairn primaire était également prolongé d'un massif et s'il était tangent au cercle. Il apparaît peu probable — si tant est que le parement ait continué à dessiner un cercle dans cette zone dévastée – qu'il y ait eu assez de place pour un quatrième dolmen.

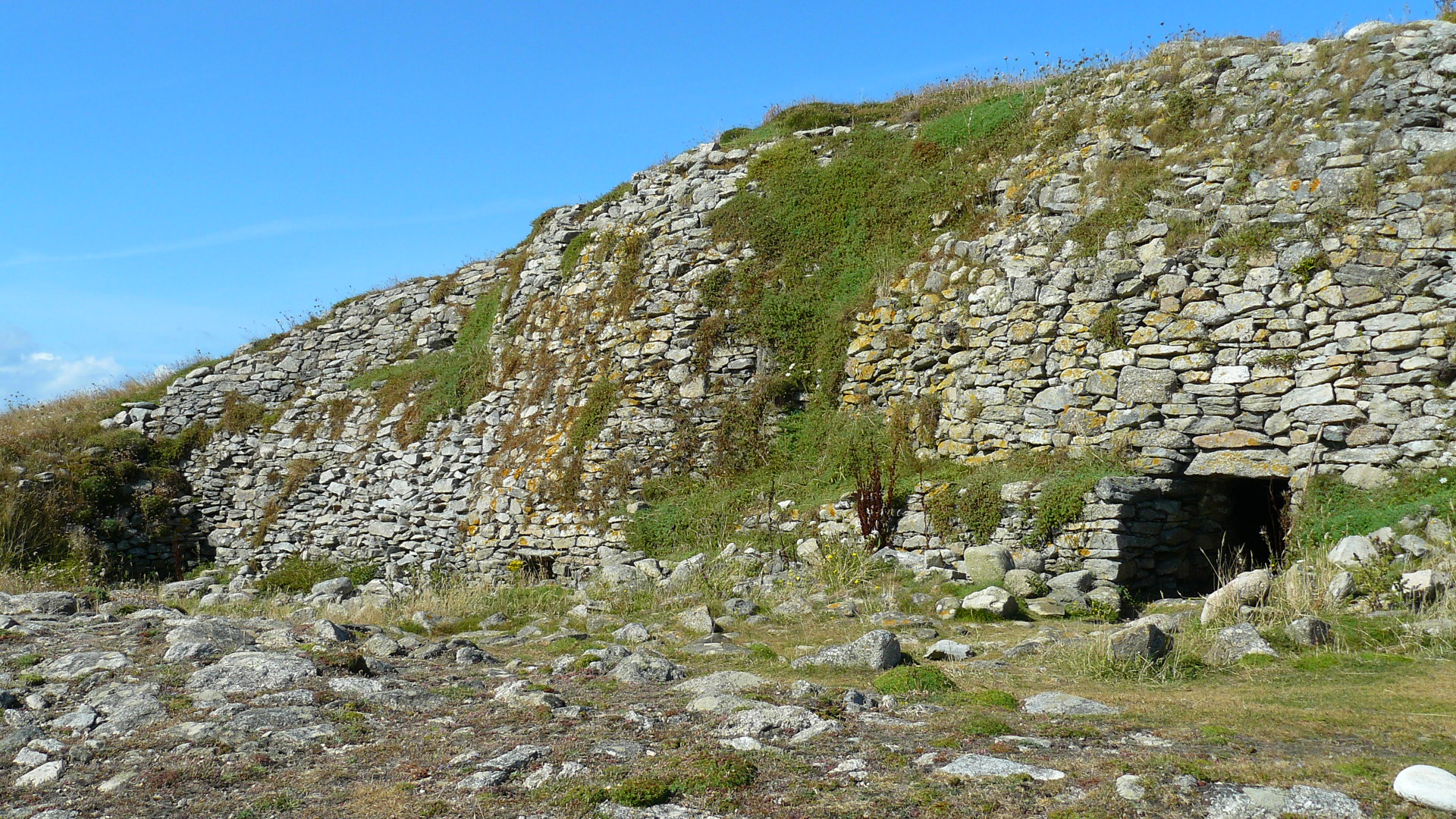
Parement frontal du cairn primaire, vu de l'est-nord-est. De droite à gauche, les entrées des dolmens nord, central et sud.

La façade est percée de trois entrées. Celle du centre est condamnée d'une grille. On accède à la chambre sud en rampant. On accède aux deux sous-chambres nord à croupetons. Un seul couloir, celui du dolmen central, est à peu près orienté vers le soleil levant du solstice d'hiver.
La façade est constituée d'un parement presque rectiligne, à deux niveaux : s'élevant à plus de trois mètres, il est relayé à un mètre du sol par les banquettes de longs et étroits massifs de contrefort.
On suppose que le cairn primaire présente un parement dorsal, mais il a fallu renoncer à le découvrir. On situe son emplacement ; on ignore tout de son apparence : rectiligne ? formé de trois éléments ? avec bas massifs de contrefort comme la façade ?…

### Architecture intérieure
Les trois dolmens sont à couloir et à voûte à pierres sèches (c'est-à-dire sans mortier), en encorbellement.

#### Dolmen sud
Le dolmen sud est daté de 4535 à 3875 av. J.-C.  Le couloir est tangent à la paroi sud de la chambre : l'ensemble forme un p. Les travaux de construction de la casemate ont endommagé le couloir et la partie sud de la couverture en encorbellement de la chambre. L'essentiel de la partie verticale, au nord, est resté préservé.
Le couloir est long de 4,60 m et large de 0,70 m. Il est couvert de deux dalles, éloignées d'un mètre l'une de l'autre. L'intervalle est couvert d'un encorbellement à la fois latéral et longitudinal.
La chambre devait avoir une surface de 6 m2 et un volume de 15 m3. Le dallage ne recouvre qu'une bande de sol ouest-est.

#### Dolmen central
La datation donne le dolmen central légèrement plus récent que le dolmen sud. L'écart n'est pas significatif : ils ont probablement été construits en même temps.
Le couloir est très court (environ 1,80 m), haut d'1 m et large de 0,70 m. Il est aligné sur la paroi nord de la chambre : l'ensemble dessine un q — en quelque sorte miroir du p du dolmen sud. La chambre a été trouvée « absolument intacte et vierge de toute infiltration de terre et de pierres ». Elle a une surface de 7,50 m2, un volume de l'ordre de 10 m3. Le sol est recouvert d'un double pavage.
L'encorbellement commence à un mètre du plancher. Il est d'une structure très irrégulière : des parties sont convexes, comme s'il avait subi des poussées latérales. Son profil général est en bulbe : hémisphérique, il se prolonge en une cheminée tronconique, coiffée d'une dalle située à 3,10 m du plancher.

#### Dolmen nord

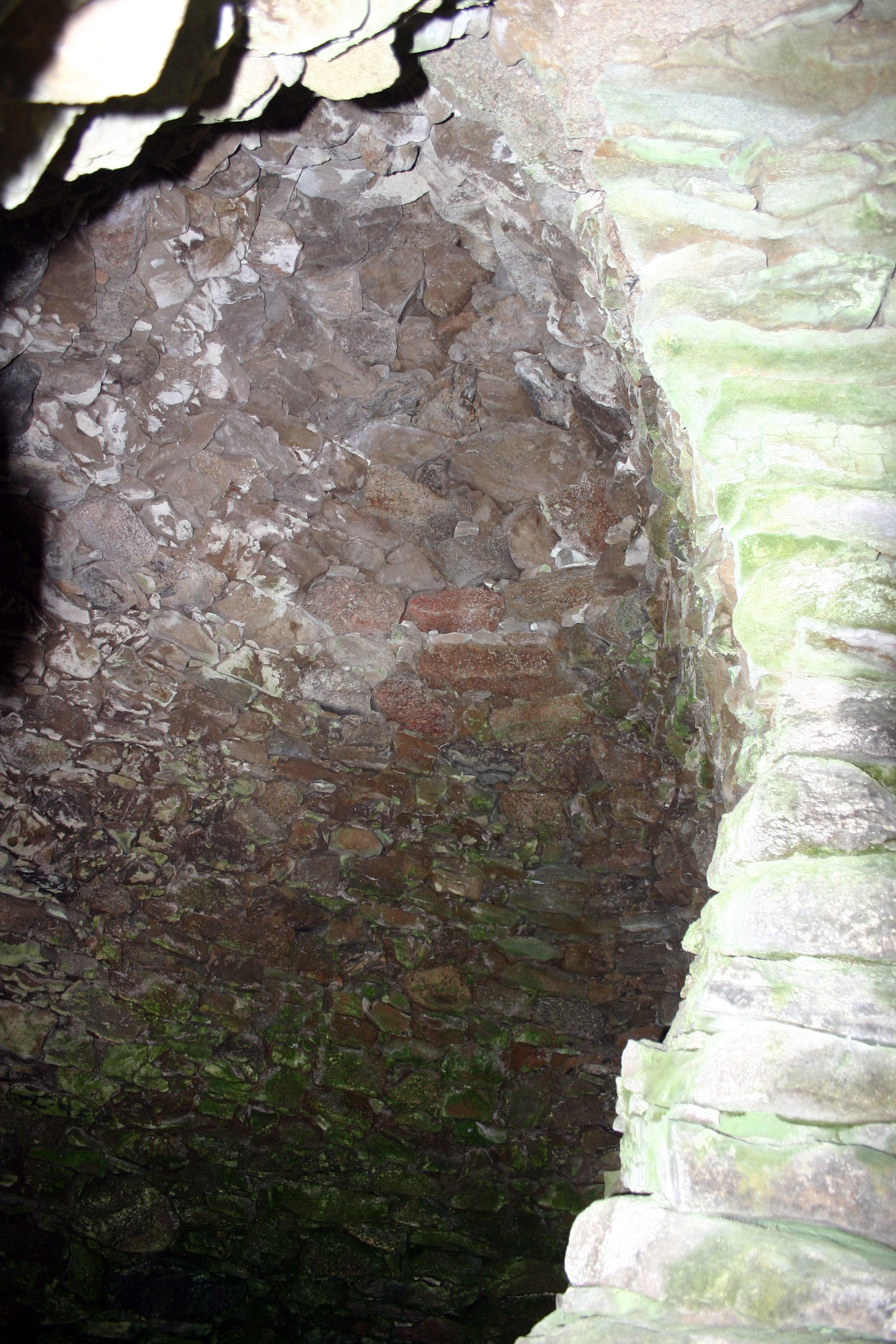
Voûte en encorbellement de la demi-chambre sud du dolmen nord. À droite, le mur de refend qui sépare les deux demi-chambres.

Le dolmen nord est plus récent que les deux autres (3890 à 3360 av. J.-C.)
Trop grande (16 m2, 40 à 50 m3) pour recevoir une voûte à encorbellement unique, la chambre est divisée en deux sous-chambres par un mur de refend (disposition que l'on retrouve à Ty Floc'h et dans la péninsule Ibérique). Découverte en 1965, elle a été trouvée écroulée.
La demi-chambre nord a une surface de 6 m2 pour un volume de 15 m3. On y trouve deux dallages superposés, ce qui témoigne d'apports successifs. Elle a été utilisée très tardivement, vers 3000 av. J.-C. Les parois sont en plaquettes granitiques ou en dalles orthostatiques (c'est-à-dire debout) plaquées sur les murailles à pierres sèches.

## Mobilier
Couloirs et chambres, mais aussi massifs de contrefort et parvis livrent un peu de mobilier : perles de schiste, poteries (dont un vase presque entier de type « bouteille à collerette »), éclats de silex, lames de silex, flèches, hache polie en pierre amphibolitique, objets de pierre ponce…
Le mobilier que l'on trouve dans le dolmen nord (en majeure partie dans la demi-chambre nord) est postérieur à la construction de ce troisième dolmen, elle-même postérieure à celle des deux premiers. Ce mobilier « s'oppose très nettement » à celui des deux autres dolmens. Il en est peut-être séparé par plus d'un millénaire.

## Travaux effectués de 1967 à 1972
- Dans le dolmen sud, le couloir est consolidé par endroits, la paroi sud de la chambre remontée, la coupole entièrement reconstituée[28].
- Dans le dolmen central, l'entrée et la couverture du couloir sont consolidées[41].
- Dans le dolmen nord :
  - le couloir est consolidé. Au niveau de la zone de divergence desservant les deux demi-chambres, il était recouvert d'un assemblage complexe et très fragile qu'on n'a pas voulu reproduire. On a préféré recouvrir bien plus haut cet espace, « en faisant un arc de décharge dans l'ensemble de la maçonnerie[42] » ;
  - les parois des demi-chambres sont déposées et remontées par endroits[28] ;
  - les voûtes en encorbellement sont refaites. On s'interroge toujours sur le profil de la voûte nord, et on se demande si elle n'était pas plus haute que la reconstitution[43].
- Le parement frontal de l'ensemble du cairn primaire est complété ou consolidé[7].
- Le front du massif nord-est (qui prolonge le cairn primaire) est refait au niveau de son contrefort[44].